# Krzysztof Urbański
Krzysztof Urbański (* 17. Oktober 1982 in Pabianice) ist ein polnischer Dirigent.

## Leben
Urbański schloss 2007 die Fryderyk-Chopin-Universität für Musik in Warschau ab. Im selben Jahr wurde er stellvertretender Dirigent bei den Warschauer Philharmonikern (bis 2009) und gewann den ersten Preis beim Internationalen Dirigenten-Wettbewerb in Prag. Von 2010 bis 2017 war Urbański Chefdirigent des Trondheim Symfoniorkester in Trondheim, Norwegen.
Von 2011 bis 2021 war er Musikdirektor des Indianapolis Symphony Orchestra. Außerdem berief ihn die Jacobs School of Music der Indiana University im Wintersemester 2011/2012 zum außerordentlichen Professor im Fach Orchesterdirigieren. Parallel dazu war er von 2012 bis 2016 als Erster Gastdirigent beim Tokyo Symphony Orchestra tätig. 2015 wurde er mit dem Leonard Bernstein Award ausgezeichnet. Von 2015 bis 2021 wirkte er zudem als Erster Gastdirigent am NDR Elbphilharmonie Orchester. Im November 2022 wurde er Erster Gastdirigent des Orchestra della Svizzera italiana. 2023 wurde Urbański zum Chefdirigenten des Berner Symphonieorchesters ab Sommer 2024 ernannt.

## Weitere Tätigkeit als Gastdirigent
Urbański leitete verschiedene nationale Orchester in Polen, u. a. die Sinfonia Varsovia und das Rundfunksymphonieorchester in Kattowitz. Außerdem arbeitete er mit dem NDR Sinfonieorchester in Hamburg zusammen, wo er im Herbst 2010 Krzysztof Pendereckis Threnodie für die Opfer von Hiroshima dirigierte. Sein Debüt in den USA gab er ebenfalls im Jahre 2010 beim Grant Park Festival in Chicago, bei welchem er unter anderem das Konzert für Orchester von Witold Lutosławski dirigierte. Im Oktober 2010 dirigierte er das hr-Sinfonieorchester in Frankfurt am Main.
Es folgten Engagements u. a. beim Pittsburgh Symphony Orchestra, beim Tonkünstler-Orchester Niederösterreich, bei den Münchner Philharmonikern, den Göteborger Symphonikern, bei den Bamberger Symphonikern und dem Deutschen Symphonie-Orchester Berlin, dem Chicago Symphony Orchestra und dem Los Angeles Philharmonic Orchestra, bei der Sinfonia Varsovia, den Wiener Symphonikern, dem Londoner Philharmonia Orchestra, dem London Symphony Orchestra, dem Tonhalle-Orchester Zürich, dem NDR Elbphilharmonie Orchester, dem Leipziger Gewandhausorchester sowie der Dresdner Philharmonie. Im Mai 2014 debütierte er bei den Berliner Philharmonikern, nachdem er bereits 2012 eine Einladung ausgeschlagen hatte.